# Marija Korolëva
Marija Viktorovna Korolëva (in russo Мария Викторовна Королёва?; Čeljabinsk, 16 ottobre 1974) è un'ex pallanuotista russa, vincitrice di una medaglia di bronzo ai giochi olimpici di Sydney 2000.